# Pedro Piquero

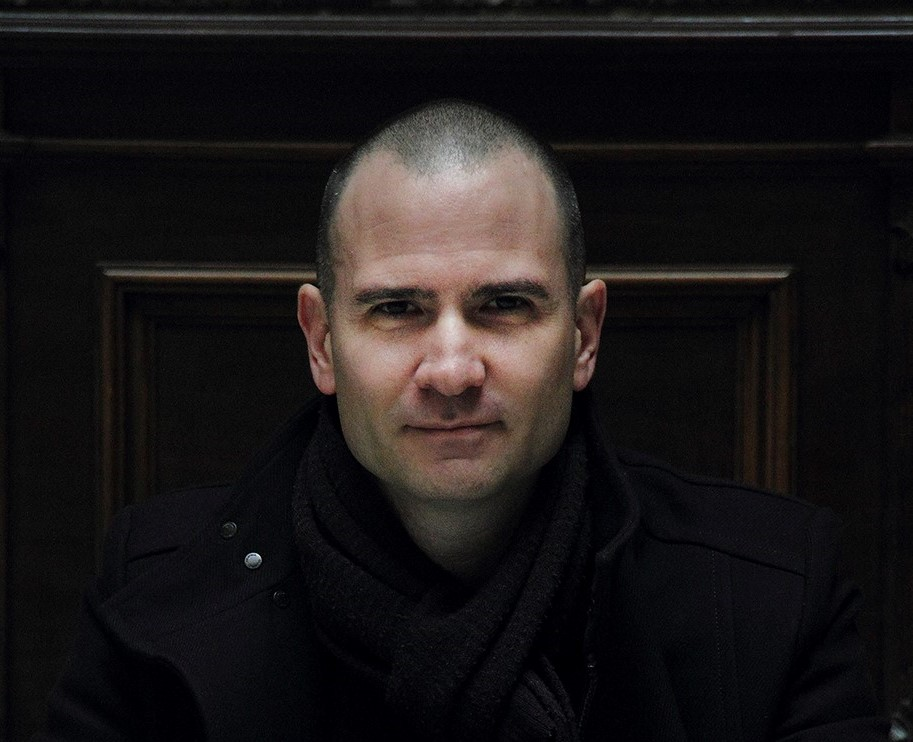
Pedro Piquero (2017)

Pedro Piquero (* 28. Januar 1976 in Sevilla) ist ein spanischer Pianist und Zen-Meister.

## Leben und Wirken

### Künstlerische Laufbahn
Pedro Piquero absolvierte seine musikalische Ausbildung in Spanien bei Esteban Sánchez sowie in den USA bei Caio Pagano und schloss sein Studium an der Arizona State University mit cum laude ab. Im Jahr 2002 wurde er von der Pianistin Maria João Pires für eine Residence am Belgais center for arts in Portugal eingeladen.
Als Pianist trat Piquero in den USA, Südamerika, Mexiko, Belgien, Spanien, Portugal, Schweden und in der Schweiz auf. Konzerte mit ihm wurden in Radio und Fernsehen übertragen.
Seine Alben wurden mehrfach ausgezeichnet, zum Beispiel mit dem Independent Music Award 2010 für die beste CD mit klassischer Musik für Band 2 der Gesamtwerks für Klavier von Manuel Blasco de Nebra, dem Golden Melómano und dem Grada de la Cultura Award 2013. Mit dem Schauspieler Alberto Amarilla arbeitete er 2018 am Soundtrack des Werkes Re-cordis zusammen.

### Buddhismus
2017 erhielt Piquero 2017 in Japan die Dharma-Übertragung des Soto-Zen-Buddhismus von Peter Rodo Rocca, in der Linie des Zen-Meisters Gudō Wafu Nishijima, dessen letzter Schüler er war. Derzeit (Stand 2023) ist er Präsident von Dogen Sangha in Spanien und Direktor von Zendo Gudo.
Als Übersetzer gab Piquero gemeinsam mit Gudō Wafu Nishijima das Shōbōgenzō von Eihei Dogen (Sirio, 2013–2016), den grundlegenden philosophischen Text des japanischen Soto-Zen-Buddhismus heraus. in einer vierbändigen Ausgabe, sowie das Mūlamadhyamakakārikā von Nāgārjuna (Sirio, 2019).
Pedro Piquero ist aktives Mitglied der internationalen Organisation Dharma Voices for Animals.

## Diskografie
- Joaquín Nin-Culmell: Tonadas (Verso; 2008)
- Manuel Blasco de Nebra: Complete Piano Works. Vol. 1 (Columna Musica; 2009)
- Manuel Blasco de Nebra: Complete Piano Works. Vol. 2 (Columna Musica; 2010)
- Manuel Blasco de Nebra: Complete Piano Works. Vol. 3 (Columna Musica; 2011)
- Joaquín Montero: Complete Piano Works (Nibius; 2016)
- Arvo Pärt: Piano and Chamber Music. Mit Lluís Claret, Gerart Claret (Nibius; 2017)
- Milhaud & Poulenc. Mit Alberto Amarilla, Sprecher (Nibius; 2019)
- Pärt: Lamentate. Mit dem Orquesta de Extremadura, Dirigent: Álvaro Albiach (Piano Classics: CD 2023, Sonderedition Vinyl 2024)
- Joaquín Turina: Piano Works (Piano Classics; 2024)
- Manuel Blasco de Nebra: Complete Piano Works (Piano Classics; 2025)

## Veröffentlichungen als Übersetzer und Herausgeber
- Eihei Dōgen: Shōbōgenzō in vier Bänden (Schatzkammer des wahren Dharma-Auges). Übersetzer und Hrsg.: Pedro Piquero und Gudō Wafu Nishijima. Sirio Verlag, Málaga 2013, 2014, 2015, 2016, ISBN 978-84-7808-905-5.
- Nagarjuna: Mūlamadhyamakakārikā. Verse über die Grundlagen des Mittleren Pfades: Eine kommentierte Zen-Übersetzung von Nagarjunas Versen über die Grundlagen des Mittleren Pfades. Übersetzer und Hrsg.: Pedro Piquero. Mit Kommentaren von Gudō Wafu Nishijima und Brad Warner. Sirio Verlag, Málaga, 2019, ISBN 978-84-17030-31-5.
- Eihei Dōgen: Gakudo Yojin Shu: Sammlung von Ratschlägen für die Suche nach der Wahrheit. Übersetzung, Bearbeitung und Kommentare von Pedro Kaiten Piquero. Athenaica Verlag, Sevilla, 2023, ISBN 84-19874-28-0.